# Ferdinand Marx
Georg Friedrich Ferdinand Marx (* 27. November 1827 in Kranichstein; † 31. August 1898 in Darmstadt) war ein deutscher Turner und Turnlehrer. 

## Leben und Wirken
Er war der Sohn eines Jagdzeugmeisters und wurde auf einem Jagdschloss geboren. Nach dem Besuch der Realschule wechselte er auf die Gewerbeschule in Darmstadt, wo er seine turnerische Tätigkeit begann. 1846 war er Gründungsmitglied der Turnergemeinde Darmstadt. 
Als Lehrer wirkte Marx am Fölsing'schen Institut in Darmstadt, bevor er 1851 als Turninspektor an die Landdrostei Aurich berufen und 1853 Lehrer am Georg'schen Mädcheninstitut in Baden wurde. 
1857 folgte er dem Ruf als Lehrer an das Stoy' sche Institut nach Jena. Noch im gleichen Jahr ging er nach Darmstadt zurück, wo er Turnlehrer und 1861 ordentlicher Lehrer an der Städtischen Knaben- und Mädchenschule wurde. Ab 1863 unterrichtete er auch die Gymnasialklassen. Daneben gab er auch an der Technischen Hochschule Darmstadt Turnunterricht. 1874 erfolgte seine Ernennung zum Turninspektor und kurz vor seinem Tod zum Schulrat.
1877 übernahm er in Hessen-Darmstadt zusätzlich die Leitung des Landesturnlehrervereins.